# La Canova (Capsec)
La Canova és una casa al veïnat de Capsec al terme de la Vall de Bianya (Garrotxa). La Canova és una gran casa de planta rectangular i ampli teulat a dues aigües amb els vessants vers les façanes laterals, sostingut per bigues de fusta i cairats. La casa va ser bastida amb pedra petita llevat de les cantoneres i algunes obertures. És de planta baixa, pis i golfes, amb les obertures disposades simètricament. A la façana de sol ixent hi ha una bonica terrassa de fusta, molt reformada, que s'aixeca sobre les arcades de les antigues corts, cobertes amb volta d'aresta. A la part de tramuntana s'hi ha fet diverses ampliacions i s'ha adequat com a segona residència. A la porta principal hi ha la següent llinda: "MAS SOLER 1801".